# 傑米亞尼夫
49°13′52″N 24°38′33″E / 49.23111°N 24.64250°E
傑米亞尼夫（烏克蘭語：Дем'янів），是烏克蘭西部的村莊，隸屬伊萬諾-弗蘭科夫斯克州的伊萬諾-弗蘭科夫斯克區。該村始建於1940年，面積13.1平方公里，2001年人口1,699，2023年人口1,576，人口密度每平方公里129.7人。